# 1988年のスポーツ
1988年のスポーツ（1988ねんのスポーツ）では、1988年（昭和63年）のスポーツ関連の出来事についてまとめる。

## できごと
- 1月1日 - 第32回全日本実業団対抗駅伝が行われ、エスビー食品が優勝。今大会より開催地が群馬県に移るとともに、1月1日の開催となり「ニューイヤー駅伝」の通称が用いられるようになった[1]。
- 2月13日～28日 - 第15回冬季オリンピックカルガリー大会開催。
- 3月17日 - 日本初の屋根つき球場東京ドーム (BIG EGG) オープン。
- 3月21日 - マイク・タイソンが、トニー・タッブスを2RKOで倒した（会場東京ドーム）[2]。
- 4月5日 - 第60回選抜高校野球記念大会は上甲正典監督率いる愛媛・宇和島東高校が大会初出場で初優勝。
- 4月24日 - 両国国技館において第45代横綱・初代若乃花（当時の二子山親方）の還暦土俵入りを開催。隆の里（第59代、鳴戸親方）が露払い、2代目若乃花（第56代、間垣親方）が太刀持ちと、両脇を初代若乃花の育てた横綱が務める。
- 4月30日 - オーストラリアのブリスベンで万国博覧会開催。10月30日まで。
- 5月16日～20日 - 第1回世界レジャー・レクリエーション会議、カナダで開催。
- 6月18日 - 阪神のランディ・バース選手、長男の病気を理由に解雇（球団代表の自殺に発展）。
- 7月6日 - 巨人の吉村禎章選手が中日戦で同僚の栄村忠広選手と衝突、左ひざじん帯を断裂。
- 8月22日 - 第70回全国高校野球選手権記念大会は広島商業高校が15年ぶり6度目の同大会優勝。15年前同校選手（二塁手）だった川本幸生監督は当時の恩師・迫田穆成らに続き選手・監督の両方で全国制覇を成し遂げる。
- 9月10日 - シュテフィ・グラフ（当時西ドイツ）が全米オープンで初優勝、女子テニス史上3人目の年間グランドスラムを達成。1970年のマーガレット・コート夫人（オーストラリア）以来18年ぶりの快挙となる。10月1日にはソウル五輪の金メダルも獲得し、「ゴールデン・スラム」という新語が造られた。
- 9月14日
  - 流通業界最大手のダイエー、南海ホークスの買収および福岡市へのフランチャイズ移転を発表。
  - 阪神の掛布雅之選手、体力の衰えと成績不振を理由に引退を表明。
- 9月17日～10月2日 - 第24回夏季オリンピックソウル大会開催。
  - 9月27日 - 陸上競技男子100mで、当時の世界新記録となる9秒79で優勝したカナダのベン・ジョンソンのドーピングが判明し、金メダル剥奪、記録も取り消しとなる。金メダルは2位でゴールしたアメリカのカール・ルイスに与えられる。
- 9月29日 - 巨人、王貞治監督の辞任と藤田元司前監督の復帰を発表。巨人の歴史で2度監督を務めるのは中島治康に続いて2人目。
- 10月7日 - 星野仙一監督就任2年目の中日、6年ぶりセ・リーグ優勝。中日OB監督での優勝は与那嶺要、近藤貞雄両名に続いて3人目。生え抜き監督初のリーグ優勝。
- 10月19日
  - プロ野球ロッテ対近鉄ダブルヘッダー、「10.19」。近鉄は2連勝すれば優勝であったが、第1試合を制するも第2試合で引き分けたため、全試合を終了していた西武の優勝 (V4) が決定。
  - リース業界最大手のオリエント・リース、阪急ブレーブスの買収を発表。新球団名は「オリックス・ブレーブス」に。
- 10月23日 - 第46代横綱・3代目朝潮太郎（当時の高砂親方）が翌年の還暦土俵入りを待たず死去（享年58）。弟子・南海龍（のち廃業）の素行問題による心労と見られる。
- 10月27日 - プロ野球日本シリーズは西武が中日を4勝1敗で下し1951～53年と1965～73年（9連覇）の巨人、1956～58年の西鉄、1975～77年の阪急に続き史上4度目のシリーズ3連覇を達成。シリーズMVPは西武・石毛宏典内野手。
- 11月27日 - 大相撲九州場所千秋楽結びの一番、前日26回目の幕内最高優勝を決めた横綱・千代の富士が横綱・大乃国に敗れ同年夏場所場所7日目から続いた連勝記録が53でストップ（双葉山の69連勝に続き歴代2位、年6場所制実施以降では最多記録）。
- 12月15日 - 箱根駅伝の伴走車を廃止。
- 西武の東尾修、阪急の福本豊・山田久志、阪神の掛布など1970年代以降のプロ野球を支えた選手たちの引退相次ぐ。

## 総合競技大会
- 第4回インスブルックパラリンピック（1月17日～24日） - 日本の獲得メダル : 金0、銀0、銅2
- 第15回1988年カルガリーオリンピック（2月13日～28日） - 日本の獲得メダル : 金0、銀0、銅1

| 第15回カルガリーオリンピック       | 第15回カルガリーオリンピック | 第15回カルガリーオリンピック | 第15回カルガリーオリンピック | 第15回カルガリーオリンピック | 第15回カルガリーオリンピック |
| 順位                               | 国・地域名                   | 金                           | 銀                           | 銅                           | 計                           |
| ---------------------------------- | ---------------------------- | ---------------------------- | ---------------------------- | ---------------------------- | ---------------------------- |
| 1                                  | ソビエト連邦                 | 11                           | 9                            | 9                            | 29                           |
| 2                                  | 東ドイツ                     | 9                            | 10                           | 6                            | 25                           |
| 3                                  | スイス                       | 5                            | 5                            | 5                            | 15                           |
| 4                                  | フィンランド                 | 4                            | 1                            | 2                            | 7                            |
| 5                                  | スウェーデン                 | 4                            | 0                            | 2                            | 6                            |
| 6                                  | オーストリア                 | 3                            | 5                            | 2                            | 10                           |
| 7                                  | オランダ                     | 3                            | 2                            | 2                            | 7                            |
| 8                                  | 西ドイツ                     | 2                            | 4                            | 2                            | 8                            |
| 9                                  | アメリカ                     | 2                            | 1                            | 3                            | 6                            |
| 10                                 | イタリア                     | 2                            | 1                            | 2                            | 5                            |
| 詳細はカルガリーオリンピックを参照 |                              |                              |                              |                              |                              |

- 第24回ソウルオリンピック（9月17日～10月2日） - 日本の獲得メダル : 金4、銀3、銅7

| 第24回ソウルオリンピック       | 第24回ソウルオリンピック | 第24回ソウルオリンピック | 第24回ソウルオリンピック | 第24回ソウルオリンピック | 第24回ソウルオリンピック |
| 順位                           | 国・地域名               | 金                       | 銀                       | 銅                       | 計                       |
| ------------------------------ | ------------------------ | ------------------------ | ------------------------ | ------------------------ | ------------------------ |
| 1                              | ソビエト連邦             | 55                       | 31                       | 46                       | 132                      |
| 2                              | 東ドイツ                 | 37                       | 35                       | 30                       | 102                      |
| 3                              | アメリカ                 | 36                       | 31                       | 27                       | 94                       |
| 4                              | 韓国                     | 12                       | 10                       | 11                       | 33                       |
| 5                              | 西ドイツ                 | 11                       | 14                       | 15                       | 40                       |
| 6                              | ハンガリー               | 11                       | 6                        | 6                        | 23                       |
| 7                              | ブルガリア               | 10                       | 12                       | 13                       | 35                       |
| 8                              | ルーマニア               | 7                        | 11                       | 6                        | 24                       |
| 9                              | フランス                 | 6                        | 4                        | 6                        | 16                       |
| 10                             | イタリア                 | 6                        | 4                        | 4                        | 14                       |
| 詳細はソウルオリンピックを参照 |                          |                          |                          |                          |                          |

- 第8回ソウルパラリンピック（10月15日～25日） - 日本の獲得メダル : 金16、銀12、銅17
- 第43回京都国体（冬季スケート・アイスホッケー - 1月27日～30日・群馬県、冬季スキー・バイアスロン - 2月23日～26日・岩手県、夏季 - 9月4日～7日・京都府、秋季 - 10月15日～20日・京都府）
天皇杯順位:優勝 京都府、第2位 東京都、第3位 大阪府
皇后杯順位:優勝 京都府、第2位 東京都、第3位 大阪府

## アイスホッケー
- スタンレーカップ決勝（1987-1988シーズン）
エドモントン・オイラーズ （4戦全勝） ボストン・ブルーインズ

## アメリカンフットボール

### NFL
- AFCチャンピオンシップゲーム（1月17日、マイル・ハイ・スタジアム）
デンバー・ブロンコス 38 - 33 クリーブランド・ブラウンズ
- NFCチャンピオンシップゲーム（1月17日、RFKスタジアム）
ワシントン・レッドスキンズ 17 - 10 ミネソタ・バイキングス
- 第22回スーパーボウル（1月31日、カリフォルニア州ジャック・マーフィー・スタジアム）
ワシントン・レッドスキンズ (NFC、5年ぶり2度目) 42-10 デンバー・ブロンコス (AFC)

### 日本の大会
- 第41回ライスボウル(1月3日、国立霞ヶ丘競技場陸上競技場）
京都大学ギャングスターズ(学生代表) 42-8 レナウンローバーズ(社会人代表）
- 第43回毎日甲子園ボウル(12月11日、兵庫県西宮市・阪神甲子園球場）
日本大学フェニックス(関東学生代表) 35-28 関西学院大学ファイターズ(関西学生代表)
- 第2回東京スーパーボウル(12月14日、東京都文京区・東京ドーム）
レナウンローバーズ 28 - 20 松下電工インパルス

## 大相撲
- 一月場所（両国国技館・10日～24日）
幕内最高優勝 : 旭富士正也（14勝1敗,初）
十両優勝 : 安芸ノ島勝巳（12勝3敗）
- 三月場所（大阪府立体育会館・13日～27日）
幕内最高優勝 : 大乃国康（13勝2敗,2回目）
十両優勝 : 若瀬川剛充（13勝2敗）
- 五月場所（両国国技館・8日～22日）
幕内最高優勝 : 千代の富士貢（14勝1敗,23回目）
十両優勝 : 秀ノ花行秀（11勝4敗）
- 七月場所（愛知県体育館・3日～17日）
幕内最高優勝 : 千代の富士貢（15戦全勝,24回目）
十両優勝 : 多賀竜昇司（10勝5敗）
- 九月場所（両国国技館・11日～25日）
幕内最高優勝 : 千代の富士貢（15戦全勝,25回目）
十両優勝 : 貴ノ浜真二（11勝4敗）
- 十一月場所（福岡国際センター・13日～27日）
幕内最高優勝 : 千代の富士貢（14勝1敗,26回目）
十両優勝 : 益荒雄宏夫（11勝4敗）
- 年間最優秀力士賞：千代の富士貢(70勝5敗15休)
- 年間最多勝：旭富士正也(73勝17敗)

## 競馬

### 日本のGI競走
中央競馬
- 桜花賞（阪神・4月10日） 優勝：アラホウトク、騎手：河内洋
- 皐月賞（東京・4月17日） 優勝：ヤエノムテキ、騎手：西浦勝一
- 天皇賞（春）（京都・4月29日） 優勝：タマモクロス、騎手：南井克巳
- 安田記念（東京・5月15日) 優勝：ニッポーテイオー 騎手：郷原洋行
- 優駿牝馬（オークス）（東京・5月22日) 優勝：コスモドリーム、騎手：熊沢重文
- 東京優駿（日本ダービー）（東京・5月29日) 優勝：サクラチヨノオー、騎手：小島太
- 宝塚記念（阪神・6月12日) 優勝：タマモクロス、 騎手：南井克巳
- 天皇賞（秋）（東京・10月30日） 優勝：タマモクロス、騎手：南井克巳
- 菊花賞（京都・11月6日） 優勝：スーパークリーク、騎手：武豊
- エリザベス女王杯（京都・11月13日） 優勝：ミヤマポピー、騎手：松田幸春
- マイルチャンピオンシップ（京都・11月20日） 優勝：サッカーボーイ、騎手：南井克巳
- ジャパンカップ（東京・11月27日） 優勝：ペイザバトラー、騎手：クリス・マッキャロン
- 朝日杯3歳ステークス（中山・12月18日） 優勝：サクラホクトオー、騎手：小島太
- 阪神3歳ステークス（阪神・12月18日） 優勝：ラッキーゲラン、騎手：村本善之
- 有馬記念（中山・12月25日） 優勝：オグリキャップ、騎手：岡部幸雄

### JRA賞
- 年度代表馬・最優秀5歳以上牡馬・最優秀父内国産馬　タマモクロス
- 最優秀3歳牡馬　サクラホクトオー
- 最優秀3歳牝馬　アイドルマリー
- 最優秀4歳牡馬　オグリキャップ
- 最優秀4歳牝馬　アラホウトク
- 最優秀5歳以上牝馬　ダイナアクトレス
- 最優秀短距離馬　サッカーボーイ
- 最優秀ダートホース　該当馬無し
- 最優秀障害馬　ヤマニンアピール
- 最優秀アラブ　アキヒロホマレ
- 最多勝利騎手　柴田政人
- 最高勝率騎手　岡部幸雄
- 最多賞金獲得騎手　南井克巳

## ゴルフ

### 世界4大大会（男子）
- マスターズ優勝者：サンディ・ライル（スコットランド）
- 全米オープン優勝者：カーティス・ストレンジ（アメリカ）
- 全英オープン優勝者：セベ・バレステロス（スペイン）
- 全米プロゴルフ優勝者：ジェフ・スルーマン（アメリカ）

### 世界4大大会（女子）
- ナビスコ・ダイナ・ショア大会優勝者：エミー・オールコット（アメリカ）
- 全米女子プロゴルフ優勝者：シェリー・ターナー（アメリカ）
- 全米女子オープン優勝者：リゼロッテ・ニューマン（スウェーデン）
- デュモーリエ・クラシック優勝者：サリー・リトル（南アフリカ）

### 日本
- 賞金王（男子）：尾崎将司
- 賞金女王：吉川なよ子

## 自転車競技

### ロードレース
- 第71回ジロ・デ・イタリア
総合優勝：アンドリュー・ハンプステン（アメリカ）
- 第75回ツール・ド・フランス
総合優勝：ペドロ・デルガド（スペイン）
- ロード世界選手権（ベルギー・ロンセ）
男子優勝：マウリツィオ・フォンドリエスト（イタリア）

## テニス

### グランドスラム
- 全豪オープン　男子単優勝：マッツ・ビランデル（スウェーデン）、女子単優勝：シュテフィ・グラフ（西ドイツ）
- 全仏オープン　男子単優勝：マッツ・ビランデル（スウェーデン）、女子単優勝：シュテフィ・グラフ（西ドイツ）
- ウィンブルドン　男子単優勝：ステファン・エドベリ（スウェーデン）、女子単優勝：シュテフィ・グラフ（西ドイツ）
- 全米オープン　男子単優勝：マッツ・ビランデル（スウェーデン）、女子単優勝：シュテフィ・グラフ（西ドイツ）

グラフが女子テニス史上3人目の「年間グランドスラム」を達成。男子でもビランデルが1974年のジミー・コナーズ（アメリカ）以来14年ぶりの年間3冠を獲得した。全豪決勝では地元オーストラリアのパット・キャッシュ、全仏決勝では地元フランスのアンリ・ルコントがビランデルに敗れ、それぞれの大会で地元選手優勝のチャンスを逸している。

### ソウルオリンピック
- 男子シングルス　金：ミロスラフ・メチージュ（チェコスロバキア）、銀：ティム・メイヨット（アメリカ）、銅：ステファン・エドベリ（スウェーデン）／ブラッド・ギルバート（アメリカ）
- 女子シングルス　金：シュテフィ・グラフ（西ドイツ）、銀：ガブリエラ・サバティーニ（アルゼンチン）、銅：ジーナ・ガリソン（アメリカ）／マニュエラ・マレーバ・フラニエール（ブルガリア）
- 男子ダブルス　金：ケン・フラック＆ロバート・セグソ（アメリカ）、銀：エミリオ・サンチェス＆セルヒオ・カサル（スペイン）、銅：ステファン・エドベリ＆アンダース・ヤリード（スウェーデン）／ミロスラフ・メチージュ＆ミラン・シュレイバー（チェコスロバキア）
- 女子ダブルス　金：パム・シュライバー＆ジーナ・ガリソン（アメリカ）、銀：ヘレナ・スコバ＆ヤナ・ノボトナ（チェコスロバキア）、銅：シュテフィ・グラフ＆クラウディア・コーデ＝キルシュ（西ドイツ）／ウェンディ・ターンブル＆エリザベス・スマイリー（オーストラリア）

オリンピックのテニス競技にプロ選手の参加を認める決定がなされ、1924年パリ五輪以来64年ぶりにオリンピック競技としてのテニスが復活した。この大会では準決勝敗退選手（ペア）による銅メダル決定戦は行わず、両方に銅メダルを授与した。なお、混合ダブルス部門は復活していない。

## プロレス
- プロレス大賞MVP:天龍源一郎（全日本プロレス）3年連続
- 世界最強タッグ決定リーグ戦（全日本プロレス） 優勝：スタン・ハンセン&テリー・ゴディ「魚雷砲艦コンビ」組

## ボクシング
- 井岡弘樹が李敬淵に勝利（ストロー級）。
- マイク・タイソンが、トニー・タッブスを2RKOで倒した（ヘビー級）。
- 張正九が大橋秀幸に勝利。（Jフライ級）
- ヒルベルト・ローマンが内田好之に勝利（Jバンタム級）

## モータースポーツ

### 世界
- F1世界選手権　
  - ドライバーズ:アイルトン・セナ
  - コンストラクターズ:マクラーレン・ホンダ
- 世界ラリー選手権（WRC）
  - ドライバーズ:ミキ・ビアシオン
  - メイクス:ランチャ
- 世界スポーツプロトタイプカー選手権（WSPC）
  - ドライバーズ:マーティン・ブランドル
  - チームズ:シルクカット・ジャガー
- ル・マン24時間レース
  - 優勝車:ジャガーXJR-9LM
  - 優勝ドライバー:ヤン・ラマース/ジョニー・ダンフリース/アンディ・ウォレス
- ロードレース世界選手権（WGP）
  - 500ccクラス：エディ・ローソン（ヤマハ）
  - 250ccクラス：アルフォンソ・ポンス（ホンダ）
  - 125ccクラス：ホルヘ・マルチネス（デルビ）
  - 80ccクラス：ホルヘ・マルチネス（デルビ）

### 日本
- 全日本F3000選手権：鈴木亜久里
- 富士グランチャンピオンレース：ジェフ・リース
- 全日本スポーツプロトタイプカー耐久選手権：岡田秀樹
- 全日本ツーリングカー選手権：横島久

## 野球
- 10.19

## ラグビー
- 日本選手権決勝
早稲田大学 22-16 東芝府中

## 誕生

### 1月
- 1月25日 - タチアナ・ゴロビン（ロシア→フランス、テニス）
- 1月26日 - 峰幸代（千葉県、ソフトボール）

### 2月
- 2月4日 - カーリー・パターソン（アメリカ合衆国、体操）
- 2月7日 - マシュー・スタッフォード（アメリカ合衆国、アメリカンフットボール）
- 2月7日 - イ・ドンク（韓国、アイスホッケー）
- 2月12日 - ニコレタ・ソフロニエ（ルーマニア、体操）
- 2月19日 - 遠藤エミ（滋賀県・競艇）

### 3月
- 3月14日 - ステフィン・カリー（アメリカ合衆国、バスケットボール）
- 3月27日 - 内田篤人（静岡県、サッカー）

### 4月
- 4月12日 - 浅見八瑠奈（愛媛県、柔道）
- 4月21日 - キム・サンウク (韓国、アイスホッケー)
- 4月23日 - 田中明日菜（大阪府、サッカー）
- 4月25日 - 阿部香菜（宮城県、柔道）
- 4月28日 - 申智愛（韓国、ゴルフ）

### 5月
- 5月6日 - 永野竜太郎 (熊本県、ゴルフ)
- 5月7日 - 森本貴幸（東京都、サッカー）
- 5月19日 - 後藤あゆみ（栃木県、ボクシング）
- 5月23日 - モーガン・プレッセル（アメリカ合衆国、ゴルフ）

### 6月
- 6月1日 - ハビエル・エルナンデス・バルカサール（メキシコ、サッカー）
- 6月2日 - 乾貴士（滋賀県、サッカー）
- 6月2日 - セルヒオ・アグエロ（アルゼンチン、サッカー）
- 6月27日 - 福島千里（北海道、陸上競技）

### 7月
- 7月6日 - イ・ナリ (韓国、ゴルフ）
- 7月8日 - 若ノ鵬寿則（ロシア、相撲）
- 7月12日 - 菊地絵理香（北海道、ゴルフ）[3]
- 7月17日 - 浅田舞（愛知県、フィギュアスケート）
- 7月24日 - 伊藤翔（愛知県、サッカー）
- 7月27日 - 小野航平（神奈川県、アイスホッケー）

### 8月
- 8月5日 - フェデリカ・ペレグリニ（イタリア、水泳）
- 8月5日 - 藤井瑞希（熊本県、バドミントン）
- 8月16日 - 國母和宏（北海道、スノーボード）
- 8月19日 - 熊谷豪士（宮城県、アイスホッケー）
- 8月24日 - 吉田麻也（長崎県、サッカー）

### 9月
- 9月1日 - エスクデロ・セルヒオ（スペイン→日本、サッカー）
- 9月8日 - 金藤理絵（広島県、水泳）
- 9月23日 - フアン・マルティン・デル・ポトロ（アルゼンチン、テニス）
- 9月28日 - マリン・チリッチ（クロアチア、テニス）
- 9月29日 - ケビン・デュラント（アメリカ合衆国、バスケットボール）

### 10月
- 10月2日 - 小野生奈（福岡県、競艇）
- 10月6日 - 下平匠（大阪府、サッカー）
- 10月7日 - 澤田亜紀（大阪府、フィギュアスケート）
- 10月15日 - メスト・エジル（ドイツ、サッカー）

### 11月
- 11月1日 - 福原愛（宮城県、卓球）
- 11月5日 - 佐伯由香里（千葉県、マラソン）
- 11月16日 - 髙橋萌木子（埼玉県、陸上競技）
- 11月29日 - ラッセル・ウィルソン（アメリカ合衆国、アメリカンフットボール）

### 12月
- 12月4日 - 蟹江美貴（愛知県、アーチェリー）
- 12月5日 - 宇津木瑠美（東京都、サッカー）
- 12月13日 - 白雪（中国、マラソン）
- 12月19日 - 藤岡康太（滋賀県、競馬）
- 12月19日 - アレクシス・サンチェス（チリ、サッカー）
- 12月20日 - 岩本和真（北海道、アイスホッケー）
- 12月25日 - 浜中俊（福岡県、競馬）
- 12月29日 - アグネシュ・サバイ（ハンガリー、テニス）

## 死去
- 2月1日 - エディ・タウンゼント（アメリカ、ボクシング、*1914年）
- 2月15日 - 岡野祐（東京都、野球、*1909年）
- 7月17日 - ブルーザー・ブロディ（アメリカ、プロレス、*1946年）
- 7月24日 - イローナ・エレク（ハンガリー、フェンシング、*1907年）
- 9月1日 - 並木輝男（東京都、野球、*1938年）
- 10月23日 - ヘンリー・アームストロング（アメリカ、ボクシング、*1912年）
- 10月23日 - 朝潮太郎 (3代)（鹿児島県、相撲、*1929年）
- 11月21日 - カール・ハッベル（アメリカ、野球、*1903年）